# Des vents contraires
Des vents contraires ("tegenwind") is een Franse dramafilm uit 2011 onder regie van Jalil Lespert naar de gelijknamige roman van Olivier Adam.

## Verhaal
Schrijver Paul Anderen is getrouwd met Sarah en zij hebben twee kinderen. Het leven van Paul verandert drastisch wanneer Sarah plotseling verdwijnt. Na een jaar van tevergeefs zoeken besluit Paul om met zijn twee kinderen een nieuwe start te maken in Saint-Malo, de stad waar hij opgroeide. Door ontmoetingen met verschillende personen doen zich onverwachte gebeurtenissen voor. 

## Rolverdeling
- Benoît Magimel als Paul Anderen
- Isabelle Carré als Josée Combe
- Antoine Duléry als Alex Anderen, oudere broer van Paul
- Ramzy Bedia als Samir, verhuizer
- Bouli Lanners als de heer Bréhel
- Marie-Ange Casta als Justine Leblanc
- Audrey Tautou als Sarah Anderen, vrouw van Paul
- Daniel Duval als Xavier, uitgever
- Lubna Azabal als moeder van Yamine
- Aurore Clément als mevrouw Pierson